# Rebel, Sweetheart
Rebel, Sweetheart è il quinto album in studio del gruppo rock statunitense The Wallflowers, pubblicato nel 2005.

## Tracce
1. Days of Wonder – 5:14
2. The Passenger – 2:54
3. The Beautiful Side of Somewhere – 4:00
4. Here He Comes (Confessions of a Drunken Marionette) – 3:41
5. We're Already There – 4:37
6. God Says Nothing Back – 4:47
7. Back to California – 3:35
8. I Am a Building – 3:47
9. From the Bottom of My Heart – 6:12
10. Nearly Beloved – 4:00
11. How Far You've Come – 3:26
12. All Things New Again – 3:45

## Formazione
- Jakob Dylan - voce, chitarra
- Rami Jaffee - tastiere, voce
- Greg Richling - basso
- Fred Eltringham - batteria, percussioni